# Jonathan Palmer
 Jonathan Palmer  va ser un pilot de curses automobilístiques britànic que va arribar a disputar curses de Fórmula 1.
Va néixer el 7 de novembre del 1956 a Londres, Anglaterra.

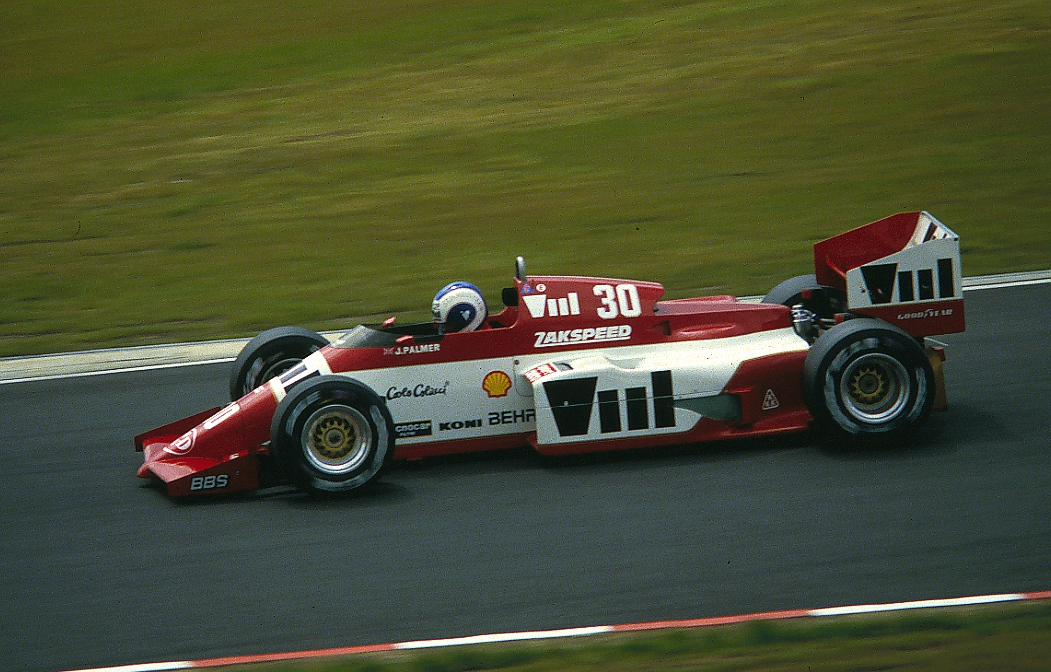
Palmer amb un Zakspeed al GP. d'Alemanya'85.

## A la F1
Jonathan Palmer va debutar a la quinzena i penúltima cursa de la temporada 1983 (la 34a temporada de la història) del campionat del món de la Fórmula 1, disputant el 25 de setembre del 1983 el G.P. d'Europa al circuit de Brands Hatch.
Va participar en un total de vuitanta-vuit curses puntuables pel campionat de la F1, disputades en set temporades consecutives (1983 - 1989), aconseguint una quarta posició com millor classificació en una cursa i assolí catorze punts pel campionat del món de pilots.

## Resultats a la Fórmula 1
| Any  | Equip                       | Xassís   | Motor    | 1       | 2       | 3       | 4       | 5        | 6       | 7       | 8         | 9       | 10      | 11      | 12      | 13      | 14      | 15      | 16      | Posició | Punts |
| ---- | --------------------------- | -------- | -------- | ------- | ------- | ------- | ------- | -------- | ------- | ------- | --------- | ------- | ------- | ------- | ------- | ------- | ------- | ------- | ------- | ------- | ----- |
| 1983 | TAG Williams Team           | Williams | Cosworth | BRA     | E.USA   | FRA     | SMR     | MON      | BEL     | E.USA   | CAN       | GBR     | ALE     | AUT     | HOL     | ITA     | EUR 13  | SUD     |         | -       | 0     |
| 1984 | Skoal Bandit Formula 1 Team | RAM      | Hart     | BRA 8   | RSA Ret |         |         |          |         |         |           |         |         |         |         |         |         |         |         | -       | 0     |
| 1984 | Skoal Bandit Formula 1 Team | RAM      | Hart     |         |         | BEL 10  | SMR 9   | FRA 13   | MON NVQ | CAN     | E.USA Ret | DAL Ret | GBR Ret | ALE Ret | AUT 9   | HOL 9   | ITA Ret | EUR Ret | POR Ret | -       | 0     |
| 1985 | West Zakspeed Racing        | Zakspeed | Zakspeed | BRA     | POR Ret | SMR NVS | MON 11  | CAN      | E.USA   | FRA Ret | GBR Ret   | ALE Ret | AUT Ret | HOL Ret | ITA     | BEL     | EUR     | RSA     | AUS     | -       | 0     |
| 1986 | West Zakspeed Racing        | Zakspeed | Zakspeed | BRA Ret | ESP Ret | SMR Ret | MON 12  | BEL 13   | CAN Ret | E.USA 8 | FRA Ret   | GBR 9   | ALE Ret | HUN 10  | AUT Ret | ITA Ret | POR 12  | MEX 10  | AUS 9   | -       | 0     |
| 1987 | Team Tyrrell                | Tyrrell  | Cosworth | BRA 10  | SMR Ret | BEL Ret | MON 5   | E.USA 11 | FRA 7   | GBR 8   | ALE 5     | HUN 7   | AUT 14  | ITA 14  | POR 10  | ESP Ret | MEX 7   | JPN 8   | AUS 4   | -       | 0     |
| 1988 | Tyrrell Racing Organisation | Tyrrell  | Cosworth | BRA Ret | SMR 14  | MON 5   | MEX NVQ | CAN 6    | E.USA 5 | FRA Ret | GBR Ret   | ALE 11  | HUN Ret | BEL 12  | ITA NVQ | POR Ret | ESP Ret | JPN 12  | AUS Ret | 14è     | 5     |
| 1989 | Tyrrell Racing Organisation | Tyrrell  | Cosworth | BRA 7   |         |         |         |          |         |         |           |         |         |         |         |         |         |         |         | 25è     | 2     |
| 1989 | Tyrrell Racing Organisation | Tyrrell  | Cosworth |         | SMR 6   | MON 9   | MEX Ret | USA 9    | CAN Ret | FRA 10  | GBR Ret   | ALE Ret | HUN 13  | BEL 14  | ITA Ret | POR 6   | ESP 10  | JPN Ret | AUS NVQ | 25è     | 2     |

### Resum
| Curses: | Victòries: | Pòdiums: | Poles: | Voltes ràpides: | Punts: |
| ------- | ---------- | -------- | ------ | --------------- | ------ |
| 88 (83) | 0          | 0        | 0      | 1               | 14     |